# 山名時治
山名 時治（やまな ときはる）は、南北朝時代の人物。

## 生涯
正平2年/貞和3年（1348年）または正平3年/貞和4年（1349年）、山名時氏の七男として誕生。
元中8年/明徳2年（1391年）、兄氏清と満幸が幕府の挑発に乗って挙兵、氏清は討ち死、満幸は没落した（明徳の乱）。